# Icononzo (kommun)
Icononzo är en kommun i Colombia.   Den ligger i departementet Tolima, i den centrala delen av landet, 70 km sydväst om huvudstaden Bogotá. Antalet invånare är 11 649.